# Драган Цветковић Цвеле
Драган Цветковић Цвеле (Зрењанин, 1961) je српски сликар.

## Биографија
Рођен је 1961. године у Зрењанину. Дипломирао је сликарство на Факултету ликовних уметности Универзитета уметности у Београду 1994. у класи професора Момчила Моме Антоновића и завршио је постдипломске студије на истом факултету 1997. код истог професора. Члан је Удружења ликовних уметника Србије од 1995. године. Био је члан уметничког савета УЛУС-а 2016—2019. Излагао је на преко сто групних изложби у земљи и иностранству, неке од његових самосталних изложби су изложба пастела у Галерији хотела Врање 1985, изложба пастела у Галерији РСУП у Загребу 1987, изложба слика у Галерији „Сунце” 1988, изложба слика у галерији Факултета ликовних уметности Универзитета уметности у Београду и изложба слика и скулптура у галерији Народног музеја Србије 1996, магистарска изложба у галерији Факултета ликовних уметности Универзитета уметности у Београду 1997, изложба слика у Културном центру „Бурдзи” на Скијатосу 2000, изложба слика и цртежа у галерији Народног музеја у Врању 2008, изложба слика и скулптура у галерији „Архипелагос” на Скијатосу 2010, изложбе слика и цртежа у Галерији УЛУС и кући краља Петра I Карађорђевића 2013, изложба цртежа у галерији београдске тврђаве и Стамбол капији и изложба радова циклуса „Главе” у галерији „Џеп” 2014, изложба слика и цртежа у Ликовном салону Културног центра Чачак 2015. и изложба слика „Идентитети” у Градској галерији Пожега 2019. године. Учествовао је на изложбама бројних уметничких колонија и симпозијума као што су хуманитарна телевизијска колонија РТС-а у Врању 1997, интернационална уметничка колонија у Идомени 1999, уметничка колонија „Винча” 2016, уметничка колонија „Под кровом Србије” у Књажевцу 2017, Међународни ликовни симпозијум „Вукадиновић” на Златибору, колонија „Овчар Бања” и Међународна колонија „Сребрно језеро” 2018. године. Подржава и учествује на многим добротворним аукцијама и изложбама. Његова дела се налазе у приватним колекцијама широм света. Самостални је уметник и живи и ради у Београду.